# Dwór w Przyszowicach
Dwór w Przyszowicach – zabytkowy dwór we wsi Przyszowice.
Obiekt wybudowany na początku XIX w., przebudowany i rozbudowany w latach 1890-1895 dla rodziny von Raczek.

## Opis
Obiekt eklektyczny, dwukondygnacyjny na planie zbliżonym do prostokąta, przekryty dachem wielospadowym. Elewacje tynkowane, gładkie. Ryzality ze szczytami wolutowymi. W części południowej czterokondygnacyjna wieża kolista, we fragmencie górnym ośmioboczna, przekryta dachem płaskim zwieńczonym krzyżem (pierwotnie zwieńczona hełmem baniastym z latarnią). Portal główny z kartuszem zawierającym herby rodzin von Raczek (L) i von Ludwig (P). Pałac otoczony jest parkiem o powierzchni 8,4 ha z okazami drzewostanu liściastego.

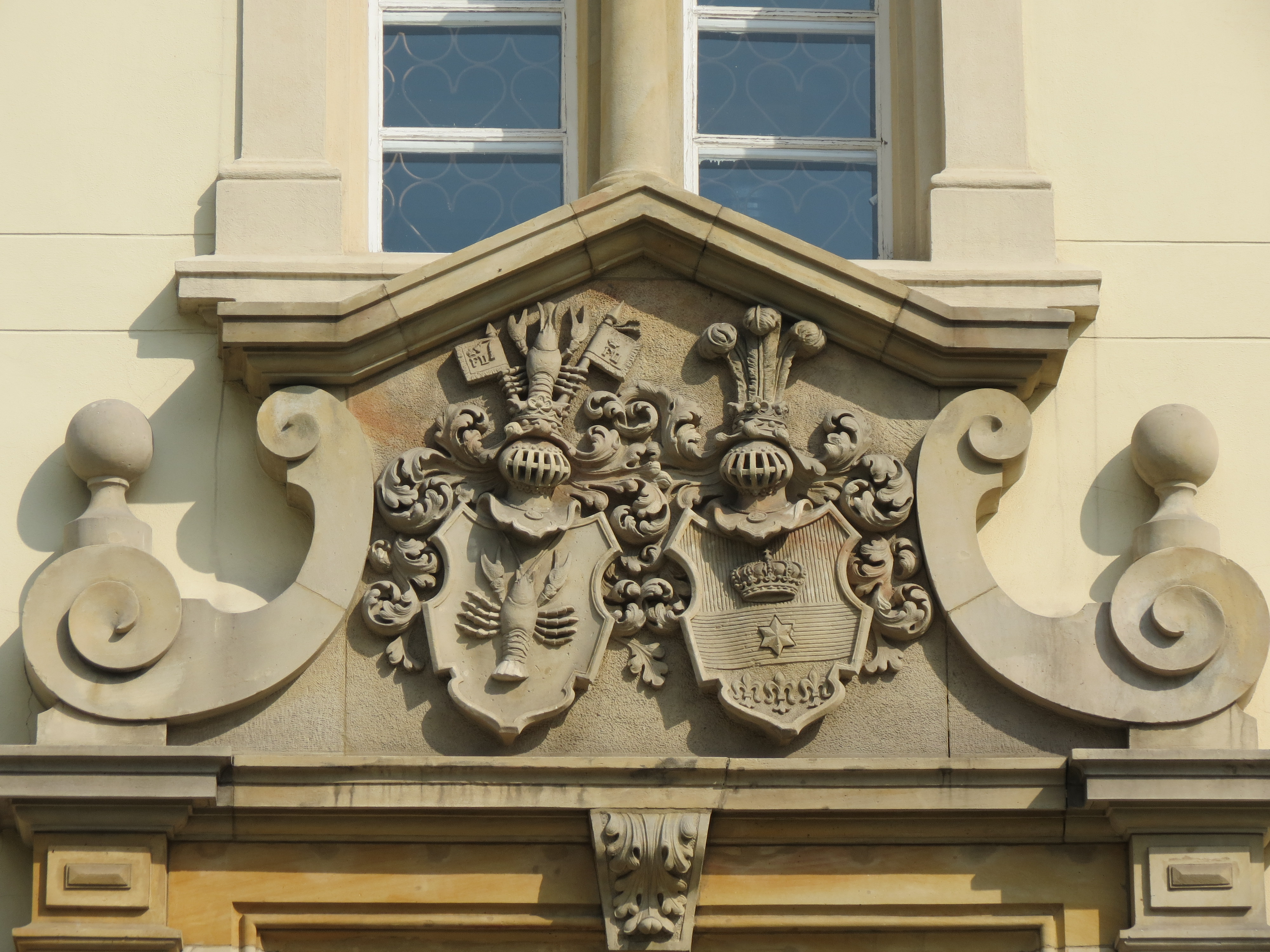
Herby von Raczek (L) i von Ludwig (P)
Herb von Raczek
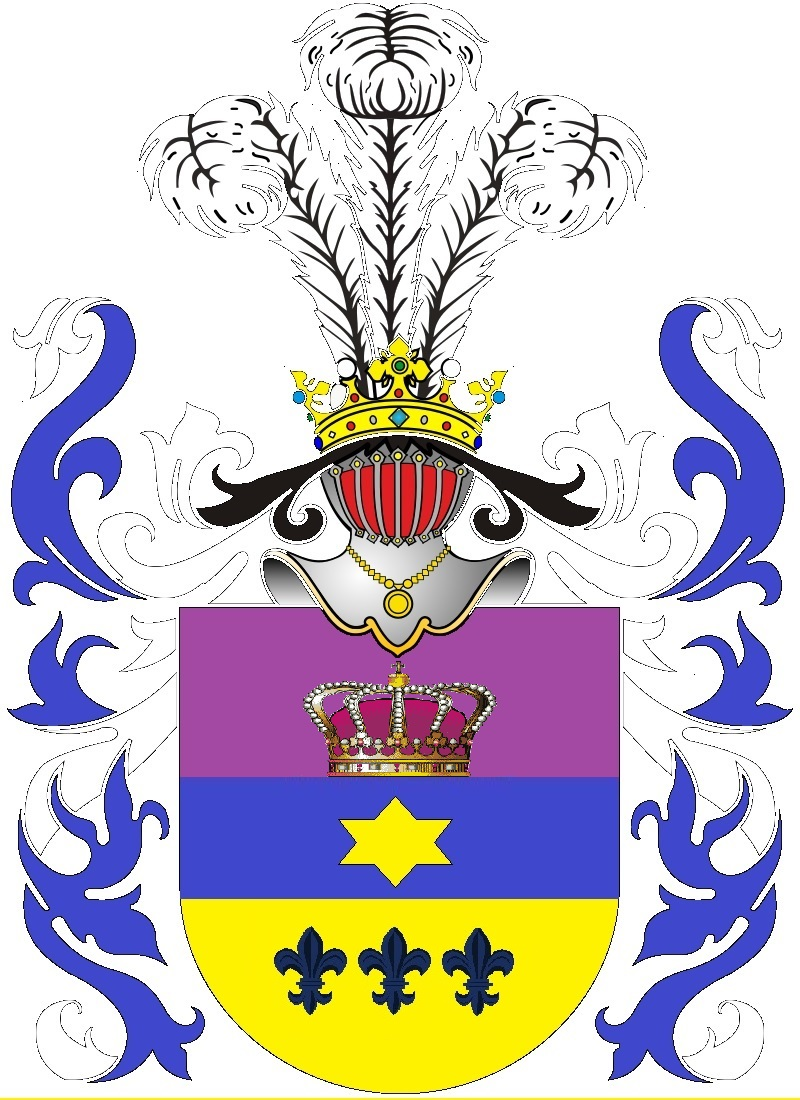
Herb von Ludwig